# Glyptopimpla lota
Glyptopimpla lota är en stekelart som först beskrevs av Chiu 1965.  Glyptopimpla lota ingår i släktet Glyptopimpla och familjen brokparasitsteklar. Inga underarter finns listade i Catalogue of Life.